# 梅勒迪斯鎮區 (北卡羅萊納州韋克縣)
梅勒迪斯鎮區（英語：Meredith Township）是位於美國北卡羅萊納州韋克縣的一個鎮區。

## 地方資料
梅勒迪斯鎮區的面積為24.80平方千米，當中陸地面積為24.34平方千米，而水域面積為0.46平方千米。根據2020年美國人口普查的數據，當地共有人口18601人，而人口密度為每平方千米750.04人。